# Lepidodactylus flaviocularis
Lepidodactylus flaviocularis — вид геконоподібних ящірок родини геконових (Gekkonidae). Ендемік Соломонових Островів.

## Поширення і екологія
Lepidodactylus flaviocularis відомі за трьома зразками, зібраними на острова Гуадалканал в архіпелазі Соломонових островів. Вони живуть у вологих тропічних лісах, ведуть деревний спосіб життя.

## Збереження
МСОП класифікує цей вид як такий, що перебуває на межі зникнення. Lepidodactylus flaviocularis загрожує знищення природного середовища та хижацтво з боку інтродукованих сколопендр Scolopendra spinipes.